# Puente de Tuña
Puente de Tuña (en asturiano y oficialmente: El Puente Tuña) es una casería que pertenece a la parroquia de Parroquia de La Barca en el concejo de Tineo (Principado de Asturias). Se encuentra a 229 m s. n. m. y está situada a 11,50 km de la capital del concejo, la villa de Tineo. 

## Población
En 2020 contaba con una población de 2 habitantes (INE, 2020) repartidos en un total de 3 viviendas (INE, 2010).